# Gilles Kahn
Pour les articles homonymes, voir Kahn.
Gilles Kahn (né le 17 avril 1946 à Paris et décédé le 9 février 2006 à Garches) était un chercheur français en informatique. Il a été directeur scientifique et président de l'Institut national de recherche en informatique et en automatique (Inria).
Membre de l'Académie des sciences et directeur scientifique de l'Inria depuis 1993 jusqu'en mai 2004, date à laquelle il en prit la présidence, Gilles Kahn était un spécialiste des environnements de programmation et environnements de preuves sur ordinateur. Polytechnicien (X1964), il a mené plusieurs années de recherches à l'étranger : université Stanford (1968-71), université d'Édimbourg (1975-76), institut Isaac Newton à Cambridge (1995), auprès de scientifiques de renom. Cependant, il ne finira jamais son doctorat en informatique sur la sémantique des langages de programmation.
Employé par le CEA puis la CISI tout en menant son activité de recherche à Rocquencourt, il entre à l'INRIA (alors IRIA) en 1977, en tant que responsable d'un projet consacré au développement d'environnements de programmation (Mentor, Centaur). C'est cette année-là qu'il acquiert une renommée internationale grâce à la publication d'un article sur la notion de parallélisme en informatique qui porte son nom : les « réseaux de Kahn ».
En 1983, il participe à la création de l'unité de recherche INRIA Sophia Antipolis, où simultanément il continue à diriger un projet de recherche et exerce la responsabilité de pilotage de la recherche auprès du directeur. En 1993, Gilles Kahn rejoint la direction générale de l'Institut dont il devient le directeur scientifique. Il assume les fonctions de président-directeur général de l'INRIA à partir de mai 2004.
Gilles Kahn était membre de nombreux conseils scientifiques d'entreprises et d'organismes de recherche en France (ONERA, BRGM, CNES, EDF, Ilog, etc.) et à l'étranger. Il était membre du conseil d'administration du CNRS et du conseil général des technologies de l'information. Il a participé à de nombreuses évaluations internationales d'organismes scientifiques dans le monde et à des jurys de prix scientifiques internationaux.

## Principaux domaines de recherche
Historiquement, Gilles Kahn figure parmi les premiers chercheurs en informatique français. Outre les réseaux de Kahn, il est le précurseur de plusieurs domaines de recherche :
- en sémantique dénotationnelle, sa théorie des domaines concrets (en coopération avec Gordon Plotkin) est une étape en théorie des domaines ;
- en sémantique des langages de programmation, il propose la sémantique naturelle ;
- en génie logiciel, il initie les systèmes Mentor et Centaur qui sont les pionniers des environnements de programmation modernes ;
- en démonstration assistée de théorèmes, il propose des interfaces en langue naturelle.

## Auteur de plusieurs rapports visionnaires
Sollicité pour des missions d'intérêt national, il est intervenu notamment en tant que membre de la commission d'enquête sur le vol 501 d'Ariane 5 (1996), comme coauteur avec Didier Lombard, directeur général des stratégies industrielles au Ministère de l'industrie, d'un rapport sur la recherche en télécommunications (1997) et comme coauteur (2000) d'un rapport au Président de la République sur « l'accès de tous à la connaissance ».
Stéphane Foucart dans Le Monde du 12 février 2006 observe que « les principales thématiques de recherche de Gilles Kahn, développées dès le début des années 1970 — alors que l'informatique n'en est qu'à ses balbutiements —, sont toujours d'une grande actualité. Ses travaux sur le calcul distribué asynchrone, sur la sémantique des langages de programmation et sur les environnements d'édition de programmes inspirent aujourd'hui de nombreuses recherches menées dans le monde industriel mais aussi académique. [...] Sa connaissance de la sémantique des langages de programmation lui avait permis de jouer un rôle crucial dans l'enquête consécutive à l'accident survenu lors du premier lancement du lanceur Ariane-V, en juin 1996. C'est lui, notamment, qui était parvenu à identifier les erreurs de conversion du logiciel intervenues au cours de l'évolution du lanceur européen. »
Gilles Kahn a été le premier chercheur en informatique élu membre de l'Académie des sciences. Son ancien collègue et ami Bernard Lang, cité par Le Monde, affirme que « Gilles Kahn était plus que le président de l'institut. Il l'incarnait. ».
Le prix de thèse Gilles Kahn est nommé en son honneur.